# Wörthsee (Gemeinde)

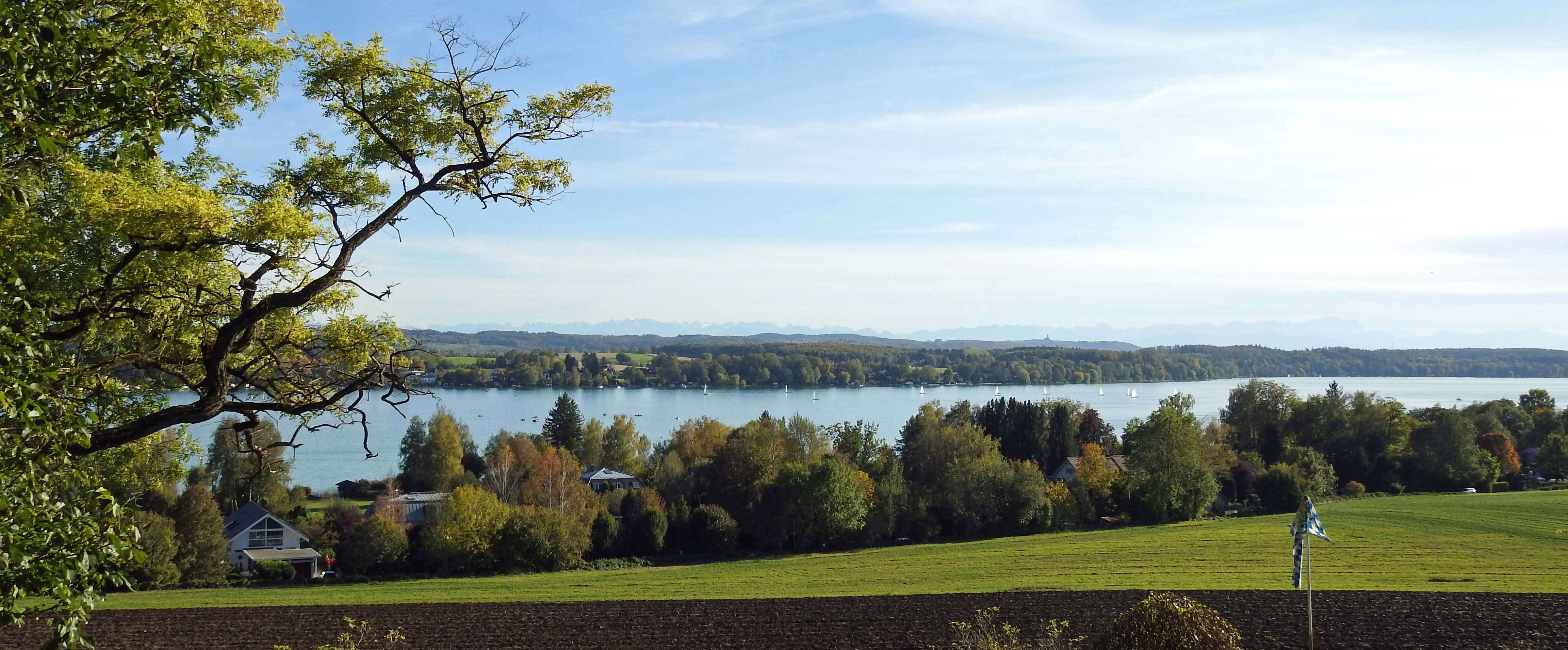
Wörthsee von Norden

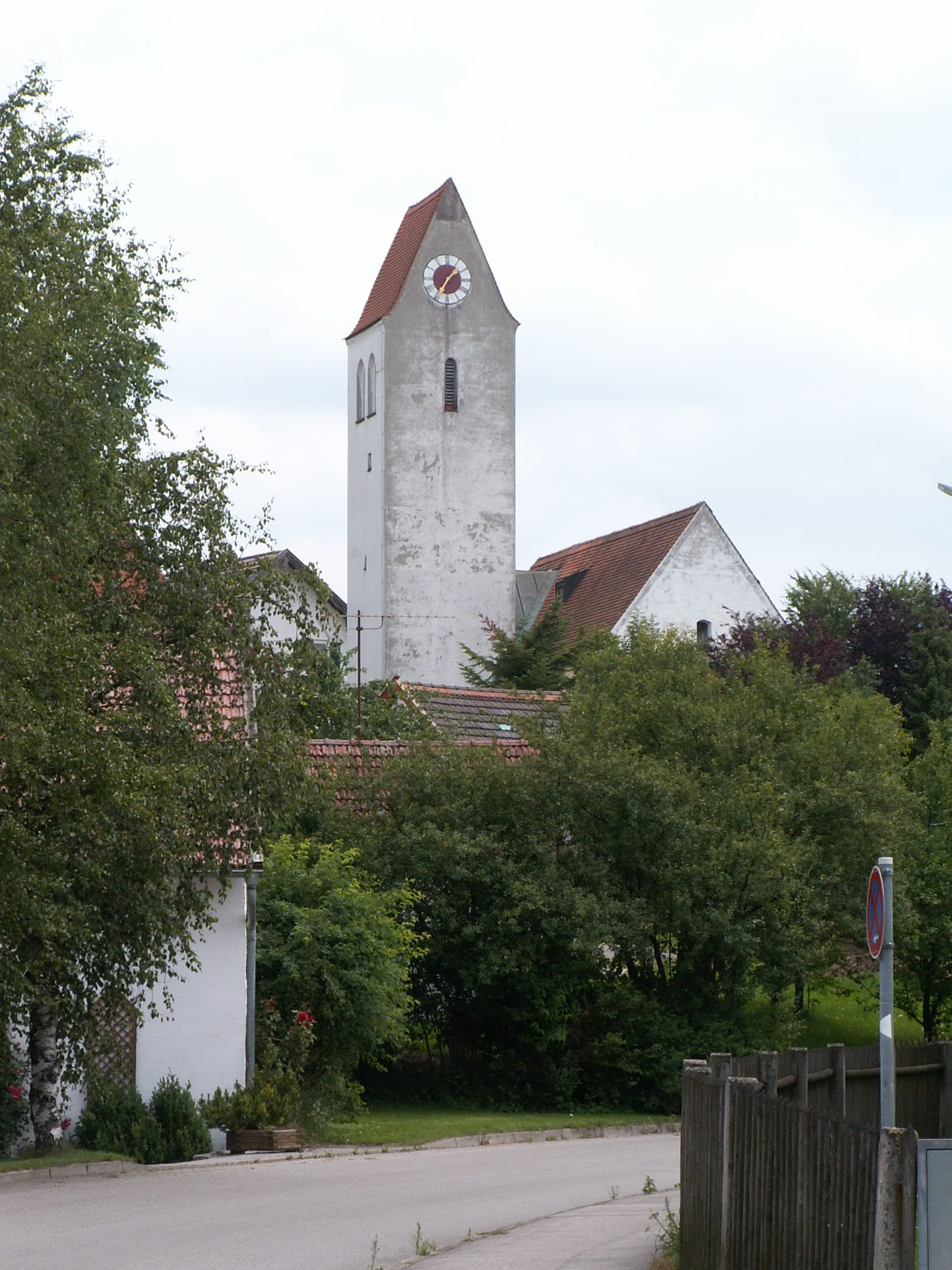
St. Martin in Steinebach, Wörthsee

Wörthsee ist eine Gemeinde im nördlichen Landkreis Starnberg, Oberbayern. Steinebach ist Sitz der Gemeindeverwaltung.

## Geographie

### Lage
Die Gemeinde liegt am nordöstlichen Ufer des gleichnamigen Sees etwa 15 Kilometer nordwestlich der Kreisstadt Starnberg. Im Norden führt die Autobahn A 96 durch das Gemeindegebiet.

### Gemeindegliederung
Die Gemeinde hat sieben Gemeindeteile (in Klammern ist der Siedlungstyp angegeben):
- Auing (Dorf)
- Etterschlag (Kirchdorf)
- Schluifeld (Gut)
- Schluisee (Siedlung)
- Steinebach (Pfarrdorf)
- Walchstadt (Kirchdorf)
- Waldbrunn (Siedlung)

Es gibt die Gemarkungen Etterschlag und Steinebach a.Wörthsee.

## Geschichte
Wörthsee gehörte den Grafen von Toerring-Jettenbach. Die im Kurfürstentum Bayern gelegene geschlossene Hofmark Wörth (im Wörthsee) war ein Teil der Herrschaft Seefeld.
Die heutige Gemeinde Wörthsee entstand am 1. Januar 1972 im Zuge der kommunalen Neuordnung Bayerns durch die Zusammenlegung der 1818 entstandenen Gemeinden Steinebach am Wörthsee und Etterschlag.
Anfang der 1990er Jahre wurde die Serie Die Glückliche Familie mit Maria Schell und Siegfried Rauch in Walchstadt gedreht.

### Einwohnerentwicklung
Zwischen 1988 und 2018 wuchs die Gemeinde von 3782 auf 5004 um 1222 Einwohner bzw. um 32,3 %.

## Sehenswürdigkeiten
Zu den Sehenswürdigkeiten der Gemeinde zählen
- die barocke katholische Filialkirche St. Nikolaus in Etterschlag aus dem Jahre 1758
- die ebenfalls im Stil des Barock errichtete Kirche St. Martin sowie die moderne Pfarrkirche Zum Hl. Abendmahl in Steinebach
- das ehemalige Empfangsgebäude des Bahnhofs Steinebach, das 1996 restauriert und danach von 1997 bis 2011 als Gastronomiebetrieb „Steinebacher“ mit Live-Musik genutzt wurde
- der Wörthsee mit seinen Uferpromenaden mit Restaurationseinrichtungen und den Badestränden

## Politik

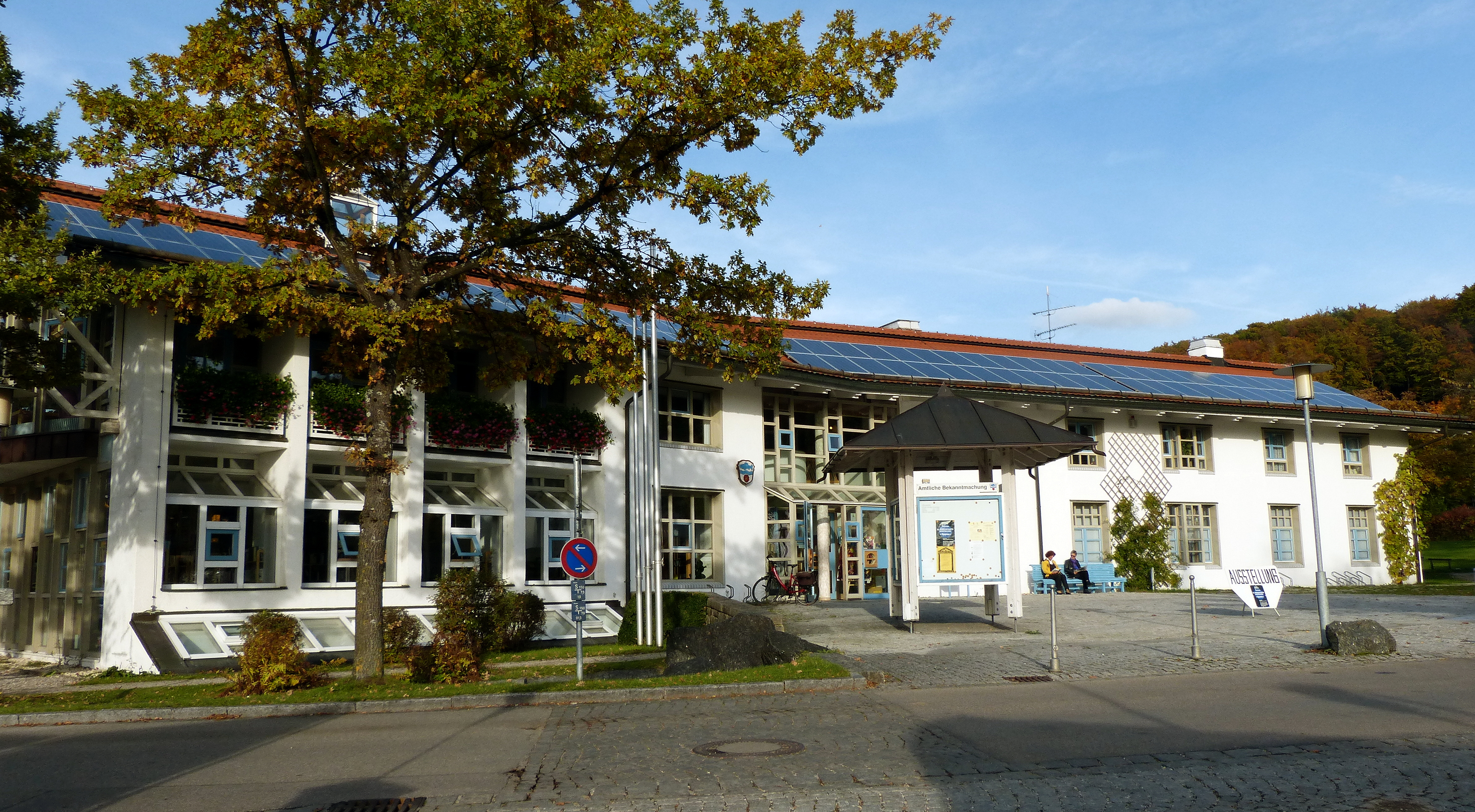
Rathaus der Gemeinde Wörthsee

### Bürgermeisterin
Erste Bürgermeisterin ist Christel Muggenthal (parteilos). Diese wurde 2014 als Nachfolgerin von Peter Flach (CSU) in das Amt gewählt. Bei der Kommunalwahl vom 15. März 2020 wurde Muggenthal mit 51,30 % der Stimmen wiedergewählt.

### Gemeinderat
|  | Gemeinderatswahl Wörthsee 2020Wahlbeteiligung: 71,0 % 403020100 34,423,517,916,47,9 CSUGrüneWAcFWdSPDGewinne und Verlusteim Vergleich zu %p 8 6 4 2 0 −2 −4 −6 −8−10+0,4+6,7+0,6+1,2−8,9CSUGrüneWAFWSPDAnmerkungen:c WörthseeAktivd FW einschließlich FWW | Sitzverteilung der Gemeinderatsmitglieder in Wörthsee ab 1. Mai 2020Insgesamt 16 Sitze - SPD: 1 - Grüne: 4 - WA: 3 - FW: 3 - CSU: 5 |

| Jahr | CSU | SPD | Grüne | PUW f | FBW e | FWW d | WA c | ges. | WB in % |
| ---- | --- | --- | ----- | ----- | ----- | ----- | ---- | ---- | ------- |
| 2020 | 5   | 1   | 4     | 0     | 0     | 3     | 3    | 16   | 71,04   |
| 2014 | 5   | 3   | 3     | 0     | 0     | 2     | 3    | 16   | 72,0    |
| 2008 | 8   | 3   | 3     | 0     | 0     | 2     | 0    | 16   | 69,8    |
| 2002 | 7   | 4   | 3     | 1     | 1     | 0     | 0    | 16   | 70,8    |

Bei der Gemeinderatswahl vom 15. März 2020 haben von den 4006 stimmberechtigten Einwohnern 2846 von ihrem Wahlrecht Gebrauch gemacht, womit die Wahlbeteiligung bei 71,04 % lag.

### Wappen
| Wappen der Gemeinde Wörthsee | Blasonierung: „In Silber ein blauer Wellenbalken, darüber ein blauer Fisch, darunter eine rote heraldische Rose.“ |
| Wappen der Gemeinde Wörthsee | Wappenbegründung: Die heutige Gemeinde Wörthsee entstand 1972 durch Zusammenlegung der Gemeinden Etterschlag und Steinebach; Steinebach war Bestandteil der Herrschaft Seefeld der Grafen Törring, weshalb für das Gemeindewappen eine rote heraldische Rose (aus dem Wappen der Törring) gewählt wurde. Die Zugehörigkeit Etterschlags zum herzoglichen Landgericht Weilheim wurde durch die Verwendung der Farben Silber und Blau im oberen Teil des Gemeindewappens gewürdigt. Für den namengebenden Wörthsee stehen der Wellenbalken und der blaue Fisch. |

## Infrastruktur
Das Gemeindegebiet wird von der Bundesautobahn 96 durchquert.
Außerdem führt seit 1903 die Bahnstrecke München-Pasing–Herrsching durch die Gemeinde, die von der Linie S8 der S-Bahn München bedient wird. Im Gemeindeteil Steinebach am Wörthsee befindet sich der ehemalige Bahnhof und heutige S-Bahn-Haltepunkt Steinebach.
| Linie | Linienverlauf |
| ----- | --- |
| S8    | Herrsching – Seefeld-Hechendorf – Steinebach – Weßling – Neugilching – Gilching-Argelsried – Geisenbrunn – Germering-Unterpfaffenhofen – Harthaus – Freiham – Neuaubing – Westkreuz – Pasing – Laim – Hirschgarten – Donnersbergerbrücke – Hackerbrücke – Hauptbahnhof – Karlsplatz (Stachus) – Marienplatz – Isartor – Rosenheimer Platz – Ostbahnhof – Leuchtenbergring – Daglfing – Englschalking – Johanneskirchen – Unterföhring – Ismaning – Hallbergmoos – Flughafen Besucherpark – Flughafen München |

### ÖPNV
Wörthsee wird durch mehrere Regionalbuslinien des MVV erschlossen.
| Linie | Linienverlauf                                                    | Verkehrsunternehmen |
| ----- | ---------------------------------------------------------------- | ------------------- |
| 921   | Herrsching – Inning – Weßling                                    | Geldhauser          |
| 923   | GP Inning/Wörthsee – Steinebach – Weßling – ESPE/3M – Steinebach | Geldhauser          |
| 928   | Andechs, Kloster – Seefeld-Hechendorf – Steinebach – Walchstadt  | Geldhauser          |

## Regelmäßige Veranstaltungen
Seit 1985 findet im Gemeindeteil Steinebach mit Start und Ziel im Strandbad der Wörthsee-Triathlon als einer der ältesten Triathlonveranstaltungen Bayerns statt.